# Homo sum, humani nihil a me alienum puto
Homo sum, humani nihil a me alienum puto es un proverbio latino que significa "Soy un hombre, nada de lo humano me resulta ajeno".
Esta frase fue escrita por Publio Terencio Africano en su comedia Heautontimorumenos (El enemigo de sí mismo), del año 165 a. C., donde es pronunciada por el personaje Cremes para justificar su intromisión.
Sin embargo, la cita ha quedado para la posteridad como una justificación de lo que ha de ser el comportamiento humano.
El filósofo y escritor español Miguel de Unamuno comienza el primer ensayo de su obra Del sentimiento trágico de la vida mencionando esta locución latina:

Homo sum; nihil humani a me alienum puto dijo el cómico latino. Y yo diría más bien, nullum hominem a me alienum puto; soy hombre, a ningún otro hombre estimo extraño. Porque el adjetivo humanus me es tan sospechoso como su sustantivo abstracto humanitas, la humanidad. Ni lo humano ni la humanidad, ni el adjetivo simple ni el sustantivado, sino el sustantivo concreto: el hombre.
Del sentimiento trágico de la vida: I. El hombre de carne y hueso.

Algunos, equivocadamente, relacionan el proverbio con “orgullo”; pero en el habla cotidiana indica “humildad”, “aceptación de los posibles errores personales”, en la misma línea que las expresiones “errar es humano” y “el que esté libre de pecado, que tire la primera piedra”.[cita requerida]

## Análisis gramatical
El texto contiene dos frases declarativas cuyo significado literal es el siguiente:
- Homo: sustantivo singular masculino, en caso nominativo, que se enuncia en latín Homo, hominis y cuyo significado en español es ‘hombre’.
- sum: primera persona singular del presente de indicativo del verbo sum, fui, esse, que en español significa ‘soy’.
- humani: adjetivo de primera clase o grupo, genitivo singular neutro, en latín humanus, humana, humanum, que significa ‘de lo humano’ o simplemente ‘humano’.
- nihil: sustantivo singular neutro, en caso acusativo, que se enuncia en latín como nihil, nihilis, y en español significa ‘nada’.
- a: preposición que rige el ablativo en su complemento, que normalmente significa ‘de’, pero en este contexto se puede traducir como ‘para’.
- me: pronombre personal en caso ablativo intorducido por la preposición anterior, que en español significa ‘mí’.
- alienum: adjetivo del primer grupo o clase, en acusativo singular neutro, que en latín se enuncia alienus, a, um y significa ‘extraño’ o ‘ajeno’.
- puto: verbo de la primera forma de conjugación en primera persona presente del presente de indicativo activo, que en latín se enuncia Puto, putas, putare, putavi, putatum y en español significa ‘considero’, 'estimo', ‘pienso’ o 'creo'.